# 크로핑
크로핑(cropping) 또는 자르기는 사진이나 그림 이미지에서 원하지 않는 바깥 영역을 제거하는 것이다. 이 과정는 일반적으로 사진에서 불필요한 시각적 데이터를 제거하고, 프레임을 개선하고, 종횡비를 변경하거나, 배경에서 피사체를 강조하거나 분리하기 위해 이미지의 일부 주변 영역을 제거하는 것으로 구성된다. 응용 프로그램에 따라 이 작업은 실제 사진, 예술 작품 또는 영화 장면에서 수행할 수 있으며, 이미지 편집 소프트웨어를 사용하여 디지털 방식으로 수행할 수도 있다. 크로핑 과정은 사진, 필름 처리, 방송, 그래픽 디자인, 인쇄 사업에서 일반적이다.

## 사진, 인쇄, 디자인 분야에서

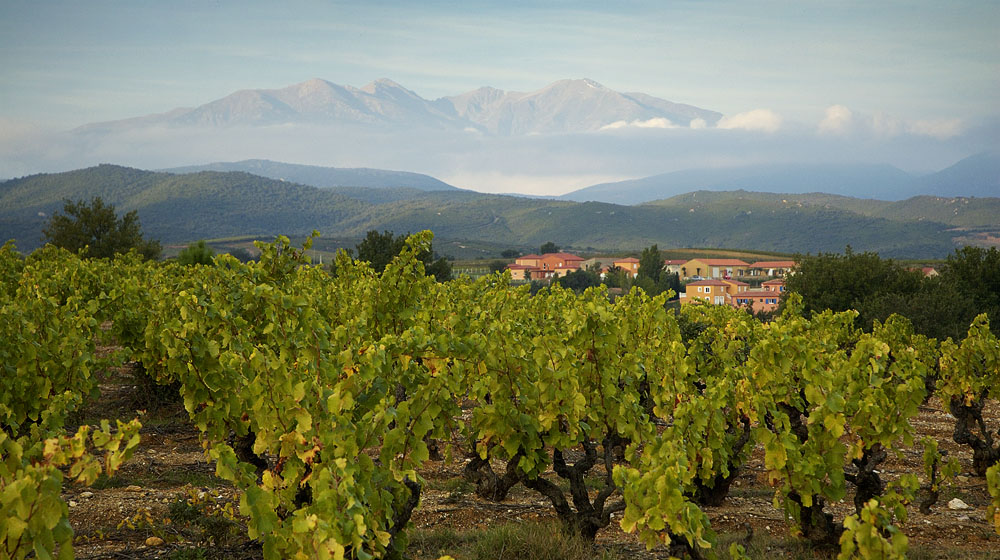
와이드 뷰, 크롭되지 않은 사진

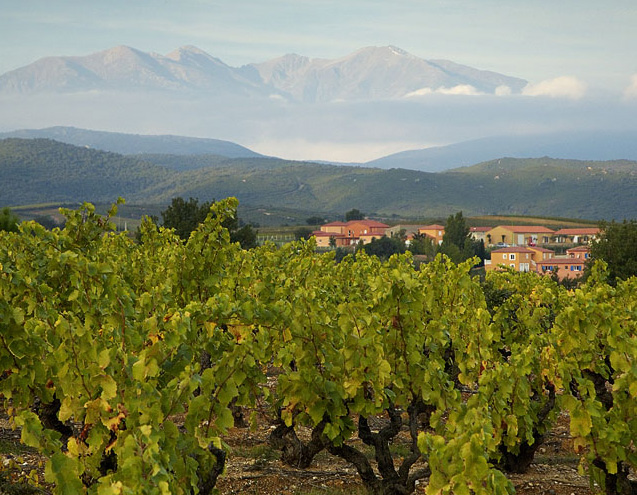
주제에 맞추어 크롭된 버전

인쇄, 그래픽 디자인 및 사진 산업에서 크로핑은 사진이나 그림 이미지 주변에서 원하지 않는 영역을 제거하는 것이다. 크롭핑은 가장 기본적인 사진 조작 프로세스 중 하나로, 사진 주변에서 원하지 않는 물체나 관련 없는 노이즈를 제거하거나 화면 비율을 변경하거나 전체 구도를 개선하기 위해 수행된다.
망원 사진에서는(가장 일반적으로 조류 및 항공 사진에서) 기본 피사체를 확대하고 화각을 더욱 줄이기 위해 이미지가 잘린다. 원하는 배율을 직접 달성하기에 충분한 초점 거리의 렌즈를 사용할 수 없는 경우. 이는 색조 균형, 색보정, 선명화와 함께 현대 포토저널리즘에서 허용되는 몇 안 되는 편집 작업 중 하나로 간주된다. 사진이나 영화의 위쪽과 아래쪽 여백을 잘라내어 잘라내는 작업은 파노라마 형식(사진)이나 영화 촬영 및 방송의 와이드스크린 형식을 모방한 화면을 생성한다. 이러한 형식 중 어느 것도 잘리지 않고 고도로 전문화된 광학 구성과 카메라 디자인의 산물이다.

## 디지털 이미지
원본이 아직 존재하지 않거나 실행 취소 정보가 존재하지 않는 한 잘린 디지털 이미지를 "크로핑 해제"할 수 없다. 이미지를 자르고 저장한 경우(실행 취소 정보 없이) 원본 없이는 복구할 수 없다.
그러나 텍스처 합성을 사용하면 이미지 주위에 인위적으로 밴드를 추가하여 이미지를 합성적으로 "크로핑 해제"할 수 있다. 이는 밴드가 기존 이미지와 원활하게 조화를 이루는 경우에 효과적이며, 이미지 가장자리의 디테일이 낮거나 하늘이나 풀과 같이 혼란스러운 자연 패턴인 경우에는 상대적으로 용이하지만 식별 가능한 물체가 부분적으로 잘려진 경우에는 작동하지 않는다. 김프 이미지 편집기용 크로핑 해제 플러그인이 있다.

## 같이 보기
- 디지털 줌